# Ferita

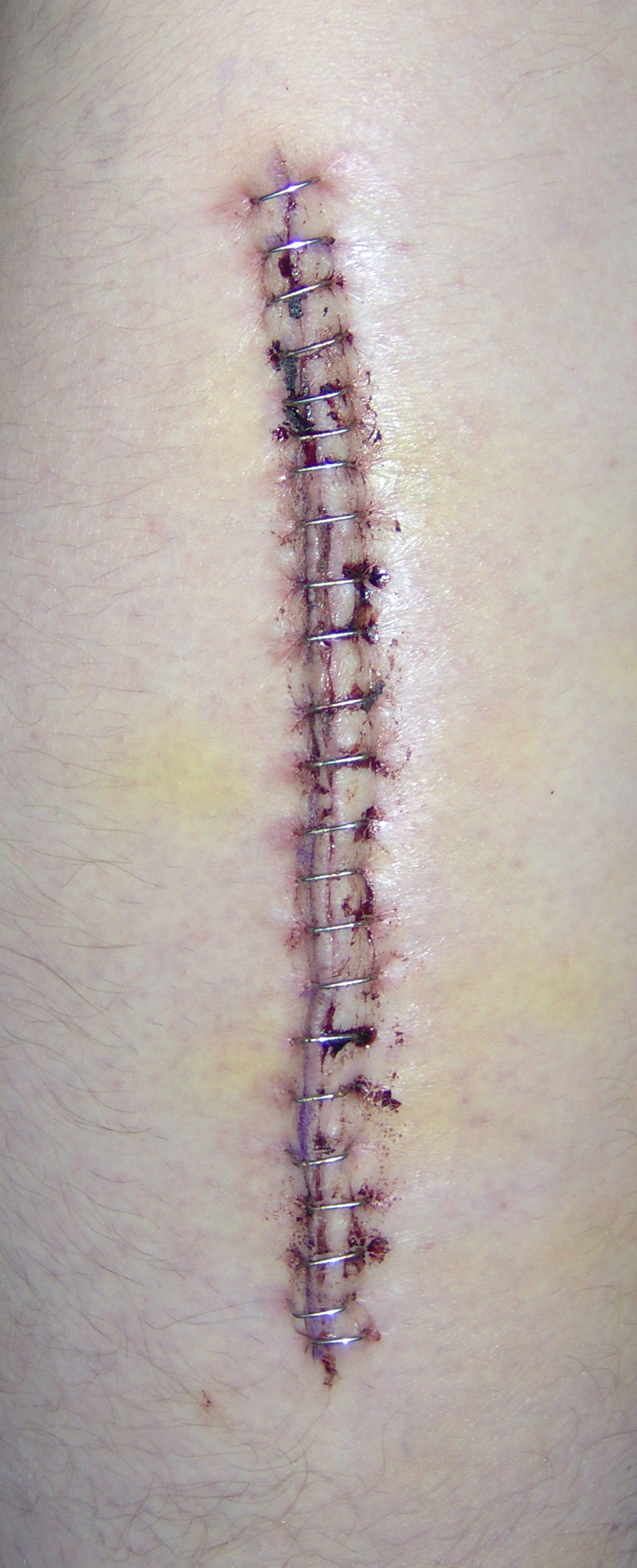
Ferita chirurgica suturata (guarigione per prima intenzione)

Per ferita si intende l'interruzione dei tessuti causata da agenti esterni.

## Classificazione
In relazione al percorso e alla profondità le ferite possono essere:
- superficiali: quando interessano esclusivamente lo strato cutaneo e sottocutaneo.
- profonde: quando coinvolgono lo strato fasciale e le strutture che si trovano al disotto
- penetranti: quando creano un tramite tra l'esterno e una delle grandi cavità dell'organismo (cranica, toracica, addominale)
- interne: quando interessano organi interni (fegato, milza, polmone, ecc.) a prescindere dal coinvolgimento delle strutture parietali che possono anche rimanere integre, come accade nei traumi chiusi.

Un sistema di classificazione importante è quello che si basa sul grado di contaminazione delle ferite. È opportuno tuttavia precisare che la presenza di germi patogeni nella ferita non determina necessariamente una infezione della stessa. 
1. Pulite: sono definite tali le ferite di origine non traumatica e nel cui ambito non vi siano interruzioni di alcuni apparati: digestivo, respiratorio, uro-genitale.
2. Pulite-contaminate: sono le ferite in cui uno degli apparati è interrotto ma sotto controllo e non vi siano segni apparenti di contaminazione. A questo gruppo appartengono interventi molto frequenti quali la colecistectomia o l'appendicectomia.
3. Contaminate: gruppo nel quale vengono inserite le ferite traumatiche recenti e quelle aperte, le ferite con interruzione non controllata dell'apparato gastro-enterico, quelle in presenza di fenomeni infiammatori acuti ma non purulenti, le incisioni delle vie biliari e urinarie in presenza di bile e urine infette.
4. Sporche: sono le ferite traumatiche aperte non recenti o quelle dovute a fenomeni perforativi o in presenza di infiammazioni pregresse purulente.[2]

## Tipologie
Le ferite normalmente possono essere descritte in modo diverso. Queste differenze possono avere a che fare con una descrizione delle dimensioni della ferita (lunghezza) e spessore, oppure anche con le caratteristiche della lesione manifestamente visibili.  Le ferite possono essere categorizzate come aperte o chiuse, oppure come acute o croniche in base allo sviluppo dalla loro origine. Le caratteristiche che più comunemente permettono di descrivere clinicamente una ferita sono le seguenti:
- Incisione: sono caratterizzate dai bordi diritti ai margini della ferita, come se prodotte da un coltello. Queste possono variare in dimensione, ed essere causate da una moltitudine di oggetti, che includono scalpelli, coltelli, qualsiasi pezzo di metallo acuminato e diritto, oppure una scheggia di vetro. Raramente manca del tessuto asportato dal sito della ferita, e i lembi della fessura possono essere fatti combaciare uno contro l'altro con lo scopo di chiuderla.[4]
- Lacerazione: i margini della ferita sono dentellati, irregolari, e assomigliano di più ad uno strappo che a una sezione. Il decorso della ferita è casuale piuttosto che lineare, e si possono avere molte ramificazioni.[5] Queste lesioni sono più spesso causate da oggetti con un bordo irregolare, rotto o dentellato, come pezzi di vetro rotto o di metallo (ferite da sega), ma possono essere causate anche dall'espansione causata da un corpo contundente duro che colpisce pelle o muscoli che hanno dell'osso immediatamente sottostante.
- Perforazione: Oggetti acuminati (coltelli, pali acuminati, frecce, spada da fioretto, ecc.) penetratano il tessuto e compiono un tragitto interno, ma non si muovono lateralmente, verso una direzione diversa da quella che li collega al punto di entrata.[6] Queste lesioni possono essere ingannevoli, possono apparire molto piccole ad un esame superficiale, ma spesso si estendono in profondità nell'organismo; potendo danneggiare nervi, vasi sanguigni, oppure organi interni. Inoltre possono causare imponenti forme di emorragia interna oppure lesioni secondarie rapidamente letali, come il collasso del polmone, che spesso non sono evidenti durante l'osservazione primaria. Occasionalmente, l'oggetto che causa la lesione rimane all'interno della ferita come un oggetto impalato. Una ferita d'arma bianca provocata da un coltello o altri oggetti acuminati, oppure la ferita di una pallottola incamiciata in metallo (full-metal jacket) non esplosiva e non espansiva (come invece lo sono quelle a punta cava) sono esempi di questo tipo di lesione. I professionisti medici abitualmente si riferiscono a questo tipo di lesione come penetrating trauma.
- Abrasione:  un'escoriazione, grattata, graffi o serie di graffi.  Generalmente sono molto superficiali, e coinvolgono spesso soltanto gli strati superficiali dell'epidermide.[7] Non viene danneggiato nessun organo interno, nervo, oppure vaso sanguigno, ad eccezione dei capillari. Queste ferite possono derivare da una caduta senza rotolamento su una superficie molto ruvida, che fa sì che la pelle assorba l'energia cinetica con attrito come causa della lesione. Il rash da strada spesso sofferto dai motociclisti è un esempio di questo tipo di ferita.
- Contusione: una semplice macchia violacea. In questo tipo di lesione, i capillari nell'epidermide e nel derma vengono danneggiati, senza rottura della pelle.[8] Il sangue sgorga da questi piccoli vasi negli spazi interstiziali, causando edema superficiale (gonfiore) ed ecchimosi (colorazione bluastra). La perdita di sangue è in genere limitata, e non comporta conseguenze gravi. Potrebbe comunque, servire da indicatore, segnalando lesioni più gravi sottostanti.
- Avulsione: una ferita di tipo lacero-contuso di buona profondità, spesso di forma a semi-cerchio. Questo crea un lembo di tessuto (flap), che quando sollevato, espone i tessuti più profondi all'esplorazione, oppure che permette la fuoriuscita di tessuti profondi dalla ferita.[9] Le avulsioni spesso si verificano in incidenti meccanici che coinvolgono le dita (spesso denominati come degloving), e in ambito molto più grave, possono coinvolgere l'orbita oculare oppure il cavo addominale, esponendo i visceri interni. Le avulsioni sono più difficili da riparare, e nessuna avulsione dovrebbe essere considerata una lesione di minore importanza (soprattutto se il lembo non è ben irrorato).

A seconda del meccanismo che le determina si distinguono:

### Ferite da taglio

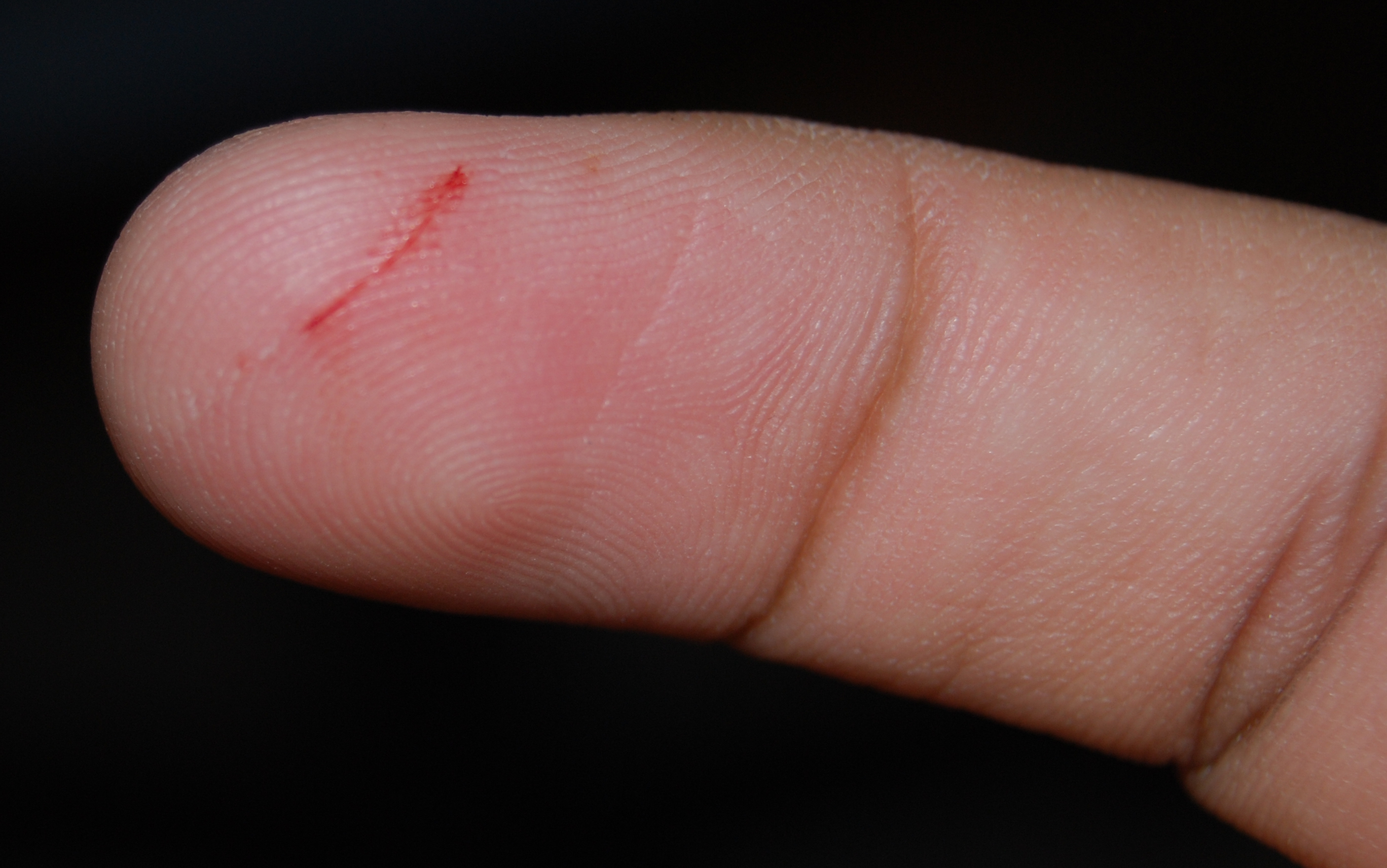
Piccola ferita da taglio

Sono prodotte da agenti affilati quali coltelli, rasoi, schegge di vetro o metalliche, premuti e fatti scorrere su un tessuto corporeo.
Si presentano rettilinee o ad ampia curvatura, più lunghe che profonde, con una caratteristica coda iniziale breve (tratto iniziale del contatto) e una coda finale più lunga (allontanamento del tagliente dal tessuto). Una caratteristica ferita da taglio è quella chirurgica da bisturi.
Hanno i margini netti e sono, in genere, fortemente sanguinanti. L'entità dell'emorragia è legata al numero, al diametro e alla natura arteriosa o venosa dei vasi interrotti, elementi spesso in relazione sia con la profondità del taglio che con il distretto coinvolto. Risultano particolarmente sanguinanti, ad esempio, le ferite del cuoio capelluto, molto meno quelle della linea alba, struttura preferita, per questo motivo, nelle grandi incisioni laparotomiche. Le ferite da taglio spesso provocano un sanguinamento diffuso e puntiforme dei bordi, detto a nappo.
Questo tipo di ferita, in particolare quella chirurgica che è più netta e regolare, va incontro a guarigione con ottimi risultati estetici. È condizione essenziale però che sia adeguatamente suturata e che non sia contaminata. In presenza di fenomeni settici concomitanti (intervento per appendicite acuta purulenta o per perforazione intestinale) o insorti nel decorso post-operatorio (infezione secondaria del sito chirurgico) anche la sutura più accurata non riesce ad evitare danni al normale processo di guarigione della ferita con possibili esiti cicatriziali antiestetici.

### Ferite da punta
Sono prodotte da agenti vulneranti appuntiti quali spine, aghi, chiodi, spilli, infissi nel tessuto. Si presentano con un foro di entrata più o meno piccolo e un tragitto di lunghezza diversa e che ne determina la distinzione in: superficiali e profonde. Possono essere:
- trapassanti: quando attraversano completamente un segmento corporeo, quale un arto.
- penetranti: quando raggiungono una delle tre cavità: cerebrale, toracica o addominale.
- transfosse: quando la ferita penetrante presenta oltre al foro di entrata anche quello di uscita.

Le ferite da punta vanno incontro ad una rapida guarigione favorita dalla loro stessa conformazione che però implica anche maggiori rischi di infezione: la penetrazione dell'oggetto all'interno della ferita può introdurre materiale inquinante: polvere, terriccio, brandelli di stoffa che a causa della forma stretta e allungata della lesione vengono trattenuti. L'impossibilità di una detersione naturale e la difficoltà di praticarne una chirurgica favorisce quindi le infezioni localizzate con formazione di ascessi. Questo vale nelle lesioni di natura traumatica, ma anche in quelle legate a procedimenti chirurgici (iniezioni, ago-aspirati, paracentesi) per la presenza abituale di germi patogeni sulla superficie cutanea o eventualmente sui presidi chirurgici impiegati. È per tale motivo che ogni atto operatorio va eseguito nel rispetto della più rigorosa antisepsi e dopo lunga e accurata disinfezione della cute. 

### Altre ferite
- ferite da punta e taglio: sono inferte da agenti vulneranti particolari quali pugnali, spade, lance nei quali si combinano l'azione di pressione e quella di strisciamento. Sono potenzialmente pericolose in quanto sono in grado di raggiungere più facilmente i piani profondi e le grandi cavità.
- ferite lacere: sono dovute ad un'azione di strappamento o stiramento, oltre che di taglio. Si presentano edematose con vaste ecchimosi, aree necrotiche e margini fortemente irregolari; in generale sono scarsamente sanguinanti. Hanno spiccata tendenza all'infezione e richiedono quindi un'accurata toilette chirurgica con asportazione dei lembi mortificati e irregolari. Non sempre è possibile suturarle, anzi, in determinati casi, è opportuno lasciare aperte in modo che guariscano per seconda intenzione.
- ferite contuse: sono conseguenza dell'azione vulnerante di oggetti smussi esercitata con energia sufficiente a vincere l'elasticità dei tessuti ma non quella dei vasi. L'area appare fortemente edematosa con ampie aree ecchimotiche.
- ferite lacero-contuse: questo tipo di ferita, che combina la natura di quelle lacere e di quelle contuse, rappresenta la lesione di natura traumatica più frequente. La loro caratteristica le rende particolarmente soggette all'infezione e di conseguenza a lunghi tempi di guarigione con esiti cicatriziali antiestetici.
- ferite da arma da fuoco: sono ferite dovute all'azione vulnerante dei proiettili lanciati dalle armi da fuoco: pistole, fucili, mitragliatrici o delle schegge da scoppio di ordigni esplosivi:bombe, mine, proiettili di mortaio.
  - Nel primo caso le ferite sono caratterizzate da un foro di entrata relativamente piccolo, da un tragitto più o meno lungo e da un foro di uscita a margini estroflessi e di diametro maggiore (dovuto al corpo vulnerante che nel suo progredire crea una rosa di frammenti di tessuto e di osso che lo accompagnano). La gravità della ferita dipende alla forza viva del proiettile, dal distretto colpito, dal numero di organi interessati. Queste ferite hanno molte analogie con le ferite da punta e come queste vanno frequentemente incontro a infezione ed emorragie interne. Almeno inizialmente il dolore è modesto così come il sanguinamento esterno.
  - Le ferite da scheggia somigliano a quelle lacero contuse aggravate dal fatto che la forza viva, in questi casi elevata, può determinare danni importanti fino alle conseguenze estreme definite di sfacelo traumatico.

## Fisiopatologia

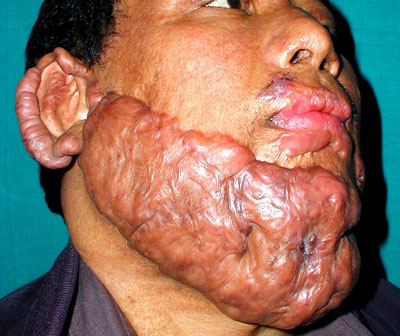
Cheloide

Le ferite hanno tendenza alla guarigione spontanea che avviene mediante il fenomeno della cicatrizzazione. I tempi e gli esiti sotto l'aspetto estetico e funzionale dipendono dai fattori ai quali si è accennato in precedenza.
In alcune circostanze il processo cicatriziale evolve in senso francamente patologico:
- ipoplastico. Caratterizzato da una scarsa presenza di tessuto di granulazione con riepitelizzazione insufficiente. La cicatrice si presenta di colore più chiaro, infossata, ulcerata.
- iperplastico. Questa complicazione è legata a situazioni diverse: contaminazione, guarigione per II intenzione, presenza di corpi estranei (anche punti di sutura). La cicatrice si presenta rilevata, dura e arrossata. La correzione chirurgica di questa lesione consiste nella asportazione della cicatrice e nella risutura dei lembi cutanei.
- metaplastico. Complicazione conosciuta anche come cheloide ha una eziopatogenesi non chiara mentre più certe sono alcune predisposizioni: individuali e familiari, la pelle nera, la localizzazione in sedi particolari quali il collo o i rilievi ossei. A differenza della precedente nonostante la correzione, richiesta dai gravi inestetismi che comporta, ha un'alta tendenza alla recidiva.
- canceroso. Costituisce una grave e fortunatamente rara complicazione legata a cause sconosciute.

## Terapia
La terapia delle ferite è essenzialmente chirurgica. A questa va sempre associata una idonea copertura con antibiotici.
- Nel caso delle ferite da taglio non contaminate, a margini lineari e netti, una adeguata sutura favorisce la guarigione per prima intenzione nel giro di pochi giorni.
- Nel caso delle ferite lacere e/o contuse la prima operazione è quella di detergerle accuratamente asportando le aree mortificate o francamente necrotiche e di provvedere alla regolarizzazione dei margini. Ciò consentirà una adeguata valutazione del danno e la scelta di procedere alla sutura immediata della ferita, con o senza apposizione di drenaggi, o piuttosto di lasciarla aperta lasciandola ad una guarigione per seconda intenzione, più lunga ma meno rischiosa.
- Nel caso di ferite da punta è essenziale stabilire se esse siano penetrate in qualche cavità. Utili a questo scopo il ricorso ad alcuni esami quali quello ecografico o radiografico. In presenza di ferite penetranti il rischio di coinvolgimento di uno o più organi è molto alto. Ciò conforta la decisione di intervenire chirurgicamente con un'ampia laparotomia esplorativa o meglio, per la sua minore invasività, di ricorrere ad una laparoscopia esplorativa.